# トレッビアーノ
トレッビアーノ (イタリア語: Trebbiano) は、イタリアとフランスを中心に、世界各地で栽培されている白ワイン用ぶどう品種である。コニャックなどのブランデーの生産に最も適したぶどう品種とされている。ユニ・ブラン（フランス語: Ugni blanc）やサンテミリオン（フランス語: St. Émilion）などの別名がある。
酸味が強く非常にフルーティーで、柑橘系などのさわやかな風味があるが、涼しい地方ではアルコール度数の少ない貧相なワインになる。それを逆手にとって作られたのが、コニャックなどのブランデーだと言われている。

## 起源
地中海東部または中東地方の原産で、ローマ帝国時代にイタリアに伝わり、フランスには14世紀頃伝わったとされている。

## 産地

### イタリア
イタリアで最も人気のある白ぶどうだが、DOC、DOCGクラスでこれを中心にしたものは意外に少ない。アブルッツォ州のトレッビアーノ・ダブルッツォ、それにウンブリア州のビアンコ・ディ・トルジャーノのほかは、ほとんどブレンド用に用いられている。赤ワインのキャンティにも、酸味を補強するためにこれを混醸したものがある。
IGTクラスには、トレッビアーノを名乗るものがかなりある。

### フランス
おもに南西部で作られ、ユニ・ブラン（Ugni Blanc）と呼ばれているが、ブレンド用で、これを中心にして作られるものはない。コニャックでは、サンテミリオンといい、最も重要な品種になっている。

### オーストラリア
1832年にオーストラリアに持ち込まれ、ニュー・サウス・ウェールズ州と南オーストラリア州で作られ、主にブランデーに加工されている。